# Managed code
Managed code is computerprogrammacode die wordt uitgevoerd onder het beheer van een virtuele machine. Dit verschilt van programmacode die rechtstreeks op de processor van de computer wordt uitgevoerd. Voordelen van managed code zijn onder meer gemak en veiligheid. De term "managed code" wordt bij Microsoft gebruikt, maar een gelijkaardig concept bestaat in het Javaplatform, waar men van bytecode spreekt.
Applicaties in welke programmeertaal dan ook kunnen in principe worden gecompileerd in zowel managed of unmanaged code. In de praktijk wordt typisch echter broncode uit een welbepaalde programmataal naar een enkel type gecompileerd. Bijvoorbeeld Javacode wordt bijna altijd gecompileerd in managed code, al bestaan er ook Javacompilers die unmanaged code kunnen genereren, zoals GNU Compiler voor Java.
Java heeft ervoor gezorgd dat het gebruik van managed code (bytecode genoemd in Java) populairder is geworden, uitgevoerd door de Java virtuele machine. Microsofts populaire programmeertalen voor het creëren van managed code zijn C# en Visual Basic.NET.